# Anatoli Dobrynine
Pour les articles homonymes, voir Dobrynine.
Anatoli Fiodorovitch Dobrynine (en russe : Анатолий Фёдорович Добрынин) né le 16 novembre 1919 à Krasnaïa Gorka, dans le gouvernement de Moscou (RSFS de Russie), et décédé le 6 avril 2010 à Moscou (Russie), est un homme politique et diplomate soviétique. Il fut l'ambassadeur de l'Union soviétique à Washington de mars 1962 à mars 1986, puis membre du secrétariat du Parti communiste soviétique jusqu'en 1988.

## Début de carrière
Fils d'un plombier et d'une mère qu'il qualifiait de « quasiment illettrée », Dobrynine étudie à l'Institut aéronautique de Moscou et se spécialise en aéronautique en travaillant tout d'abord pour le constructeur Yakovlev. Il se rend aux États-Unis pendant la Seconde Guerre mondiale dans le cadre de la coopération soviéto-américaine. Il étudie ensuite à l'École diplomatique et intègre en 1946 le service diplomatique pour suppléer au manque de diplomates professionnels soviétiques et obtient en 1952 son premier poste à l'Organisation des Nations unies, à New York, en 1957.
Il est notamment sous-secrétaire de Dag Hammarskjöld, chargé des affaires politiques et de sécurité du Conseil de l'ONU , assistant au sommet de Genève de 1955 et à la réunion entre John Fitzgerald Kennedy et Nikita Khrouchtchev à Vienne en 1961.
Dobrynine est ensuite nommé ambassadeur à Washington.

## Ambassadeur à Washington (1962-1986)
En mars 1962, il est nommé ambassadeur à Washington sous Khrouchtchev et le restera 24 ans, auprès de six présidents américains successifs, de Kennedy à Ronald Reagan. Le principal titre de gloire de Dobrynine est d'avoir joué un rôle déterminant pendant la crise des missiles de Cuba en octobre 1962 en activant tous ses réseaux personnels pour rencontrer discrètement Robert Francis Kennedy et lui proposer secrètement un compromis acceptable par les deux parties. En plus des promesses publiques acceptée par Kennedy de ne pas envahir Cuba et un retrait des missiles soviétiques de Cuba, Kennedy accepte au démantèlement discret de ses missiles PGM-19 Jupiter de l'OTAN en Turquie,
Selon le directeur de la rédaction du Monde, Alain Frachon, interrogé par les Américains sur la nature des missiles installés à Cuba, Dobrynine aurait affirmé qu'il ne s'agissait que de missiles de défense. Le secrétaire d'État Dean Rusk lui aurait alors présenté des preuves photographiques qu'il s'agissait de missiles SS-4, à portée intermédiaire (2.000 km), ce à quoi il aurait répondu « la vérité » bien qu'il ne le savait pas, Moscou ne lui ayant pas informé. Les Américains le croient, ce qui augmente sa crédibilité à leurs yeux, mais Frachon ne mentionne pas le retrait des missiles de l'OTAN en Turquie, souligné par le Telegraph.
Alors que Moscou s'apprête à financer la campagne d'Hubert Humphrey afin d'éviter l'élection en novembre 1968 du Parti républicain de Richard Nixon, Dobrynine, craignant que ce plan finisse par jouer contre le Parti démocrate, met son grain de sel pour tenter de suggérer à Humphrey de ne pas accepter cette aide inhabituelle. Humphrey refuse en effet cette aide.
Sous Nixon, Dobrynine bénéficie d'une ligne directe avec Henry Kissinger et sert alors souvent « de courroie de transmission entre Washington et le Kremlin ».
En 1972, il négocie avec Kissinger le traité ABM et assiste avec Léonid Brejnev à tous ses entretiens avec Nixon en remplaçant parfois l'interprète.

## Au Comité central du PCUS (1986-1988)
En février 1986, après la fin de la crise des euromissiles, Mikhaïl Gorbatchev le nomme secrétaire du Comité central du PCUS. Dobrynine est chargé des affaires internationales. Il quitte ce poste deux ans plus tard pour raisons de santé.
Il assiste néanmoins au sommet de Malte, en décembre 1989, entre Mikhaïl Gorbatchev et George Bush, qui marque la fin de la Guerre froide.
Dans ses Mémoires, il qualifia la guerre froide de « tragédie pour l'humanité ». Il considère cependant la chute de l'URSS comme une erreur due à « nos chefs incompétents mais très ambitieux ».

## Anecdote
En 1967, Dobrynine fut invité à une cérémonie officielle pour le centième anniversaire de la cession de l'Alaska par la Russie aux États-Unis. Questionné par des journalistes sur les regrets qu'il pouvait éprouver sur cette cession, il leur répondit : « Cela prouve bien combien les tsars étaient stupides ! ».
Dobrynine et Zbigniew Brzeziński, le conseiller à la sécurité nationale du président Jimmy Carter, jouèrent plusieurs fois aux échecs ensemble.